# Roshtkhvar
Roshtkhvar (persiska: رُشْتْخوار), även Roshtkhar eller Rashtkhar, är en ort i Iran. Den ligger i provinsen Razavikhorasan, i den nordöstra delen av landet, 1 141 meter över havet.
Orten är administrativ huvudort i delprovinsen (shahrestan) Roshtkhvar.